# Mitsuboshi Colors
Mitsuboshi Colors (jap. 三ツ星カラーズ Mitsuboshi karāzu) – manga autorstwa Katsuwo, publikowana w magazynie „Dengeki Daioh” wydawnictwa ASCII Media Works od 2014 r. do 27 czerwca 2020. Adaptacja anime wyreżyserowana przez Tomoyukiego Kawamurę i wyprodukowana przez Silver Link, emitowana była od stycznia do marca 2018.

## Fabuła
Akcja serii rozgrywa się w Ueno i opowiada o trzech uczennicach szkoły podstawowej – Yui, Sat-chan i Kotoha, które tworzą organizację znaną jako „Kolory”. Razem dokonują różnych uczynków i zadań, aby chronić spokój w swoim mieście.

## Bohaterowie
Yui Akamatsu (jap. 赤松 結衣 Akamatsu Yui)
Seiyū: Yūki Takada 
Saki Kise (Sat-chan) (jap. 黄瀬 沙希 (さっちゃん) Kise Saki)
Seiyū: Marika Kōno 
Kotoha Aoyama (jap. 青山 琴葉 Aoyama Kotoha)
Seiyū: Natsumi Hioka 
Saito (jap. 斎藤 Saitō)
Seiyū: Atsushi Tamaru 
Daigoro Kujiraoka (jap. 鯨岡 大吾郎 Kujiraoka Daigorō) / Oyaji (jap. おやじ)
Seiyū: Tesshō Genda 
Saori Kise (jap. 黄瀬 沙織 Kise Saori)
Seiyū: Kaori Nazuka 
Nonoka Sasaki (jap. 笹木 ののか Sasaki Nonoka)
Seiyū: Ayaka Asai 
Momoka Sasaki (jap. 笹木 ももか Sasaki Momoka)
Seiyū: Hisako Tōjō 
Subaru (jap. すばる Subaru)
Seiyū: Manami Numakura 